# Blågul ara
Blågul ara (Ara ararauna) är en papegoja i släktet aror. Den förekommer naturligt i tropiska områden i Sydamerika. Arten minskar i antal, men beståndet anses vara livskraftigt.

## Utseende och läte

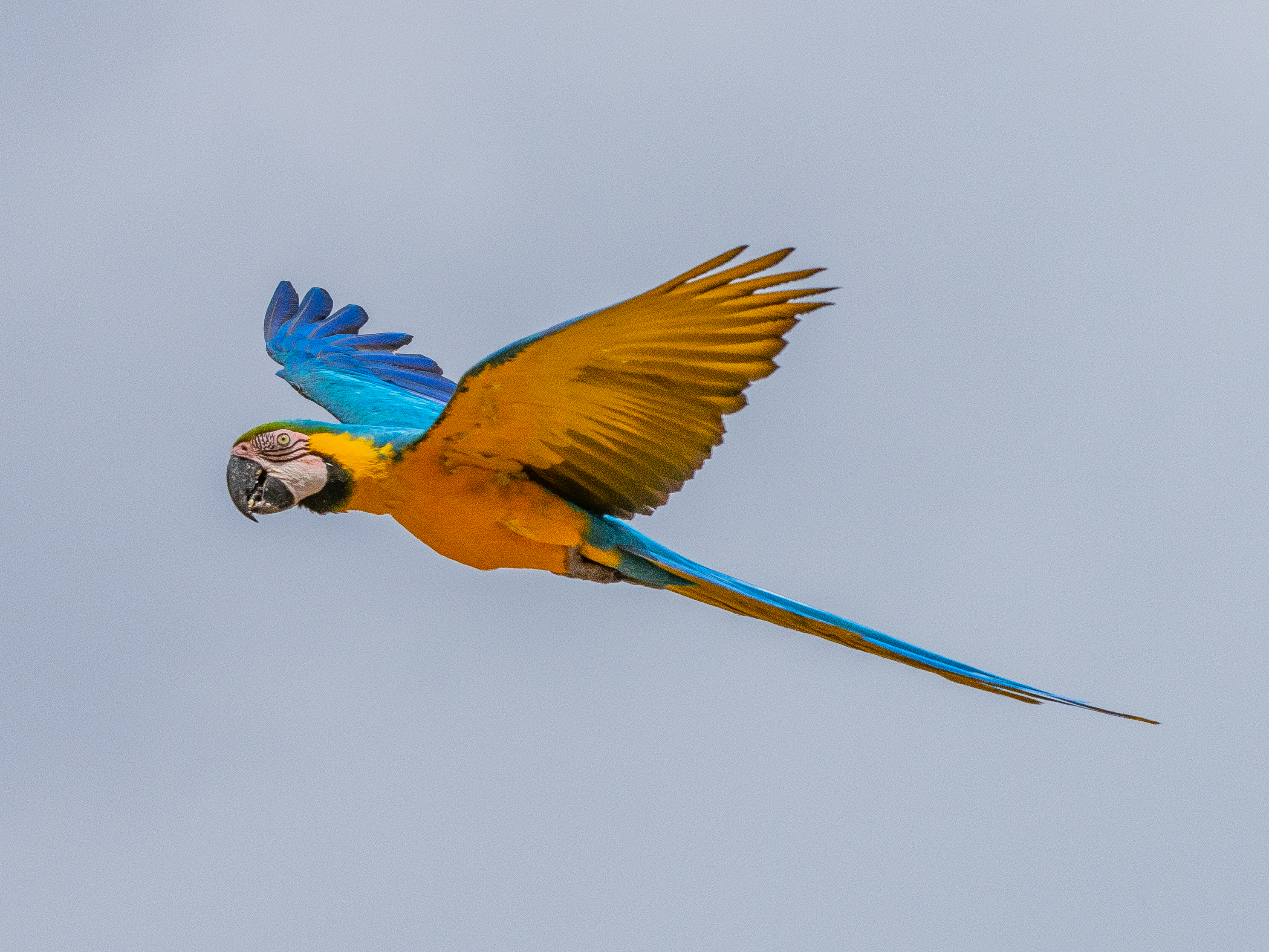

Blågul ara är en långstjärtad och mycket stor papegoja, 86 cm från huvud till spetsen på stjärtfjädrarna och kan som vuxen väga 800–1200 gram. Fjäderdräkten är omisskännlig med himmelsblå ovansida, guldgul undersida, vitt ansikte och en svart fläck på strupen. Den kan bara förväxlas med blåstrupig ara, men denna förekommer enbart sällsynt i Bolivia samt har mer blått på strupen och mindre vitt i ansiktet. De grova lätena är typiska för aror.

## Utbredning och systematik
Blågul ara förekommer i områden i Sydamerika med tropiskt klimat, från södra Panama till Bolivia och Paraguay. Den behandlas som monotypisk, det vill säga att den inte delas in i några underarter.

## Levnadssätt
Blågul ara hittas i låglänta områden med regnskog eller savann, ofta i öppnare miljöer än andra aror. Den ses vanligen i par som flyger tillsammans eller sitter intill varandra i trädtaket. Ibland kan den samlas i smågrupper, framför allt vid fruktbärande träd eller vid ansamlingar av lera. Fågeln häckar i trädhål.

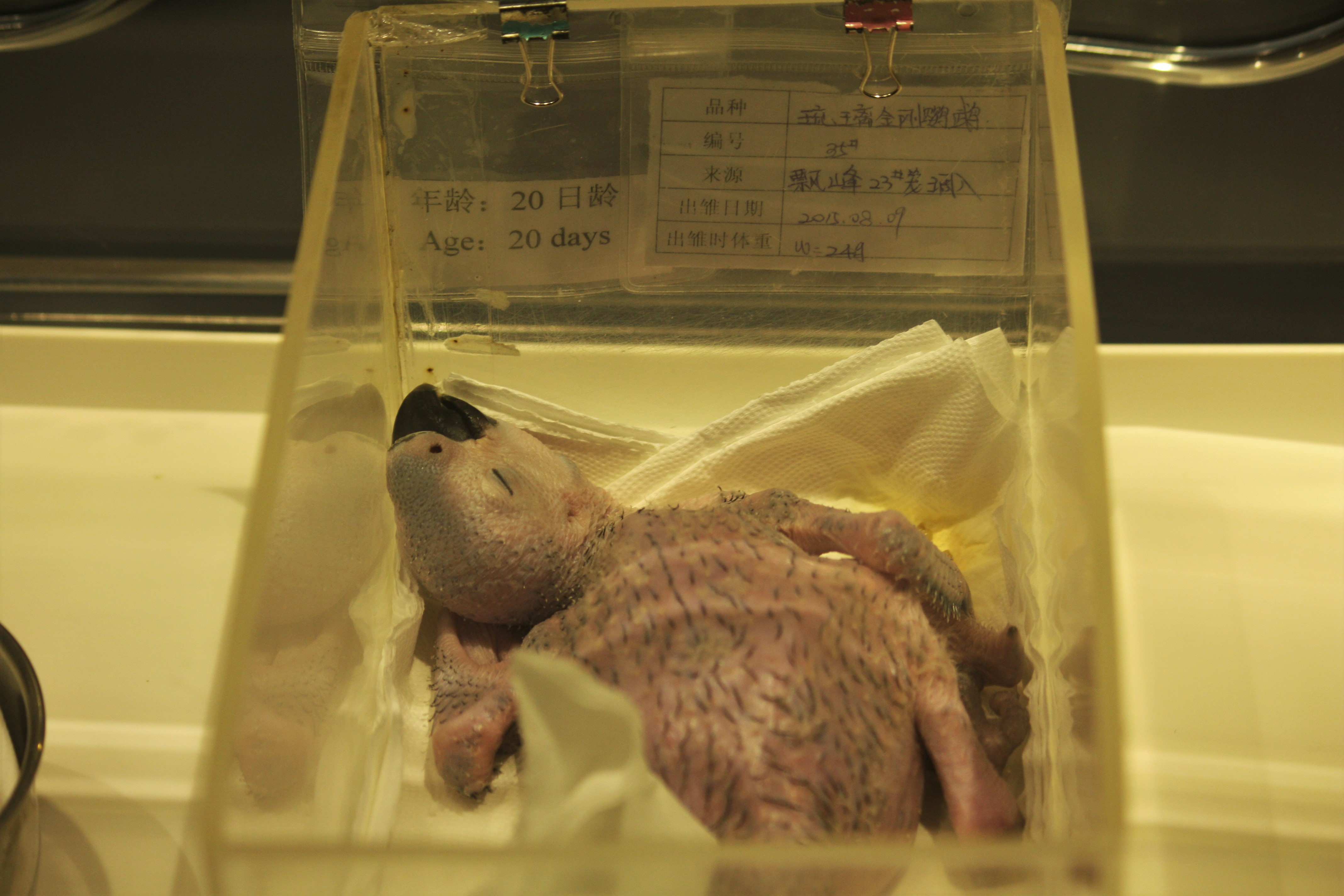
20 dagar gammal fågelunge av blågul ara i zoo, i kinesiska Guangzhou.

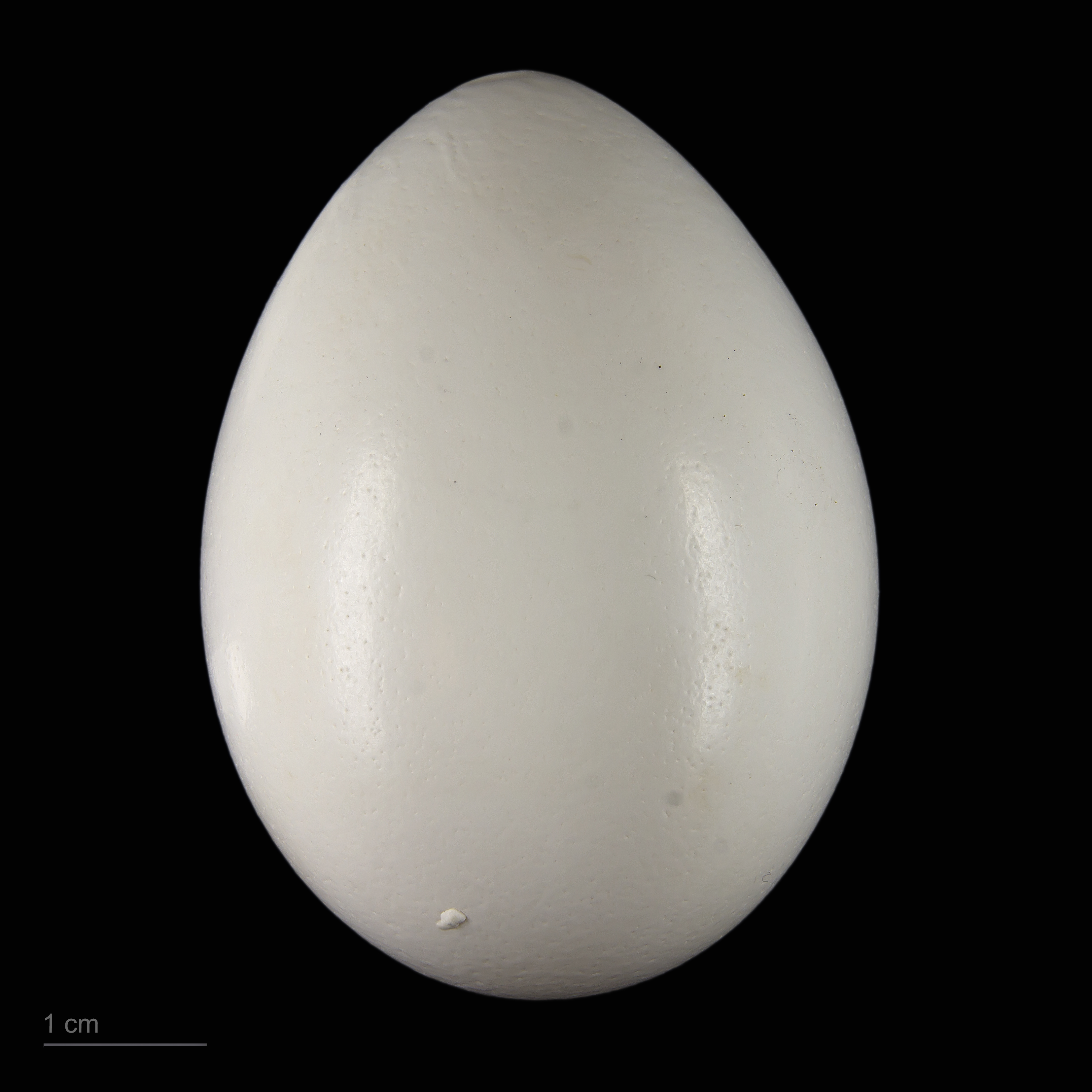
Ägg från blågul ara.

## Status och hot
Arten har ett stort utbredningsområde, men tros minska i antal, dock inte tillräckligt kraftigt för att den ska betraktas som hotad. Internationella naturvårdsunionen IUCN listar arten som livskraftig (LC).

## Som burfågel
Blågul ara är intelligenta och tåliga, men framför allt krävande. Genom sin storlek, kraftiga skrik och stora gnagbehov är de inte lämpade som sällskapsdjur i möblerade bostäder utan kräver en stor voljär av metall. Voljären måste ha tjocka naturgrenar och vara vind- och regnskyddad.